# Pochi Kuro
Pochi Kuro (jap. ポチクロ) – manga autorstwa Naoyi Matsumoto, publikowana w magazynie internetowym „Shōnen Jump+” wydawnictwa Shūeisha od września 2014 do lipca 2015. Całość liczy łącznie 4 tomy.

## Fabuła
Dwa demony, Kuro i Leo, przypadkowo wyławiają ludzką dziewczynę z jej świata. W krainie demonów zjedzenie człowieka daje wielką moc, więc oboje początkowo planują ją pożreć. Jednak Kuro stopniowo zaczyna interesować się dziewczyną, której nadaje imię Pochi. Aby chronić Pochi, Kuro wraz z przyjaciółmi ukrywa jej istnienie przed innymi demonami, jednak wkrótce prawda wychodzi na jaw, a o istnieniu Pochi dowiaduje się Ishizu, syn króla demonów.

## Publikacja serii
Seria ukazywała się w magazynie internetowym „Shōnen Jump+” od 22 września 2014 do 31 lipca 2015. Wydawnictwo Shūeisha zebrało jej rozdziały w 4 tankōbonach, wydawanych od 4 marca do 4 września 2015. W 2018 roku seria została opublikowana ponownie w „Shōnen Jump+”, zyskując wielu czytelników i zwiększając sprzedaż przez około dwa miesiące.
W Polsce manga ukazała się nakładem wydawnictwa Studio JG.
| Nr | Język japoński  | Język japoński         | Język polski     | Język polski           |
| Nr | Data wydania    | ISBN                   | Data wydania     | ISBN                   |
| -- | --------------- | ---------------------- | ---------------- | ---------------------- |
| 1  | 4 marca 2015    | ISBN 978-4-08-880376-0 | 3 listopada 2023 | ISBN 978-83-8257-287-2 |
| 2  | 1 maja 2015     | ISBN 978-4-08-880413-2 | 29 lutego 2024   | ISBN 978-83-8257-376-3 |
| 3  | 4 sierpnia 2015 | ISBN 978-4-08-880457-6 | 30 kwietnia 2024 | ISBN 978-83-8257-414-2 |
| 4  | 4 września 2015 | ISBN 978-4-08-880482-8 | 28 czerwca 2024  | ISBN 978-83-8257-472-2 |